# VI Congresso Olimpico
Il VI Congresso Olimpico venne organizzato dal Comitato Olimpico Internazionale dal 15 al 23 giugno 1914 a Parigi, in Francia.

## Sviluppo
La decisione di tenere un meeting per celebrare il 20º anniversario dalla nascita del movimento olimpico moderno fu presa in una sessione del CIO nel 1911; per questo si decise di usare come sede dell'incontro la stessa del I Congresso Olimpico, ovvero l'Anfiteatro Richelieu della Sorbona, e di scegliere anche le stesse date. Venne anche formato un comitato separato con lo scopo di organizzare al meglio il programma per i festeggiamenti, durante i quali venne presentata per la prima volta la bandiera olimpica; disegnata da Pierre de Coubertin nel 1913, rappresenta cinque anelli intrecciati a sfondo bianco, ognuno dei quali identifica i cinque continenti abitati nel mondo, simboleggiando in questo modo l'unione dei popoli e l'universalità dei giochi. In quell'atmosfera festosa si tennero anche dimostrazioni sportive, spettacoli musicali e rappresentazioni teatrali.
Alle discussioni del Congresso, che ebbe come patrono il Presidente della Repubblica Francese Raymond Poincaré e fu presieduto da de Coubertin, parteciparono circa 140 persone, di cui 20 membri del CIO. La ragione principale per cui venne organizzato fu quello di stabilire un programma preciso e uniforme per i futuri Giochi olimpici, con regole vincolanti e delle responsabilità ben definite; prima di allora, il regolamento per quanto riguarda la partecipazione degli atleti e il progetto sportivo delle Olimpiadi era deciso dai comitati organizzatori locali, per cui si ebbero spesso incomprensioni e decisioni parziali a vantaggio degli sportivi di casa. I 32 Comitati Olimpici Nazionali esistenti all'epoca, le federazioni sportive internazionali e molte associazioni atletiche la possibilità di dibattere attivamente dei vari punti in discussione.
Tra i risultati di questo congresso, venne deciso che le federazioni internazionali avrebbero dovute stilare regolamenti dilettantistici che gli sportivi avrebbero dovuto rispettare e che i vari comitati olimpici nazionali avrebbero poi dovuto garantire e controllare lo status di dilettante degli atleti olimpici, che avrebbero potuto partecipare ai Giochi olimpici solo rappresentando un comitato olimpico. Venne poi abolito il limite di età per la partecipazione olimpica e fu stilato un programma di discipline obbligatorie e facoltativi per i Giochi olimpici futuri, per cui si ebbero aspre critiche dai alcuni rappresentanti sportivi che parteciparono all'incontro. Gli sport che furono inseriti tra quelli obbligatori per i programmi olimpici furono ginnastica, sollevamento pesi, atletica leggera, atletica pesante, decathlon, pentathlon moderno, ciclismo, pugilato, scherma, tiro a segno, lotta, canottaggio, vela, nuoto, calcio, tennis e sport equestri, mentre tra quelli facoltativi furono iscritti tiro con l'arco, golf, hockey, pattinaggio artistico, polo, rugby, sci e hockey su ghiaccio. Fu anche stabilito che gli atleti dovessero prestare un giuramento olimpico durante la cerimonia di apertura, rappresentando con le rispettive bandiere le loro nazioni e assicurando lealtà sportiva e di essere dilettanti.
Un ulteriore problema che venne discusso fu la partecipazione delle donne ai Giochi Olimpici. Pierre de Coubertin era contrario allo sport femminile in generale, fedele a quanto accadeva nelle Olimpiadi antiche, definendolo "poco pratico, poco interessante e antiestetico" e vedendo le Olimpiadi come una "continua e solenne esaltazione dell'atletismo maschile (...) con l'applauso femminile come ricompensa". Il barone francese, appoggiato da pochi Comitati Olimpici tra cui quello degli Stati Uniti d'America, era comunque in minoranza rispetto all'interno del CIO; nei precedenti Congressi infatti si era già stabilito che le medaglie delle donne avessero lo stesso valore di quelle degli uomini. La decisione finale fu affidata alle rispettive federazioni internazionali, che erano quindi autonome nell'inserire o meno competizioni femminili; la proposta sulla partecipazione delle donne venne sostanzialmente rigettata, dato che nella relazione ufficiale del congresso pubblicata da Coubertin nel 1919 solo il nuoto e il tennis erano stati inseriti come gare aperte alle donne, mentre fu esplicitamente respinta una proposta di ammissione delle donne agli eventi di atletica leggera.
Dopo il congresso, furono organizzati a Reims cinque giorni di ulteriori festeggiamenti; l'ultimo giorno, il 28 giugno, vi fu l'attentato di Sarajevo, che diede il via alla prima guerra mondiale, interrompendo di fatto per molti anni lo sviluppo del movimento olimpico.